# Trichopisthia
Trichopisthia is een geslacht van vlinders van de familie spinners (Lasiocampidae).

## Soorten
- T. igneotincta (Aurivillius, 1909)
- T. monteiroi (Druce, 1887)